# Petit séminaire de La Chapelle-Saint-Mesmin
L'ancien petit séminaire de La Chapelle-Saint-Mesmin, ancienne maison de retraite Paul-Gauguin jusqu'en 2018, propriété de l'hôpital d'Orléans, est situé à La Chapelle-Saint-Mesmin dans le département du Loiret en région Centre-Val de Loire.
Il a constitué, de 1846 à 1906, le petit séminaire, école secondaire ecclésiastique dépendant du séminaire d'Orléans, dont les études se déroulaient sur neuf années (de la classe de huitième à celle de philosophie).
De 1922 à 1940, il abrite un sanatorium. Entre 1951 et 1967, il accueille le 34th general hospital, hôpital militaire américain.

## Description

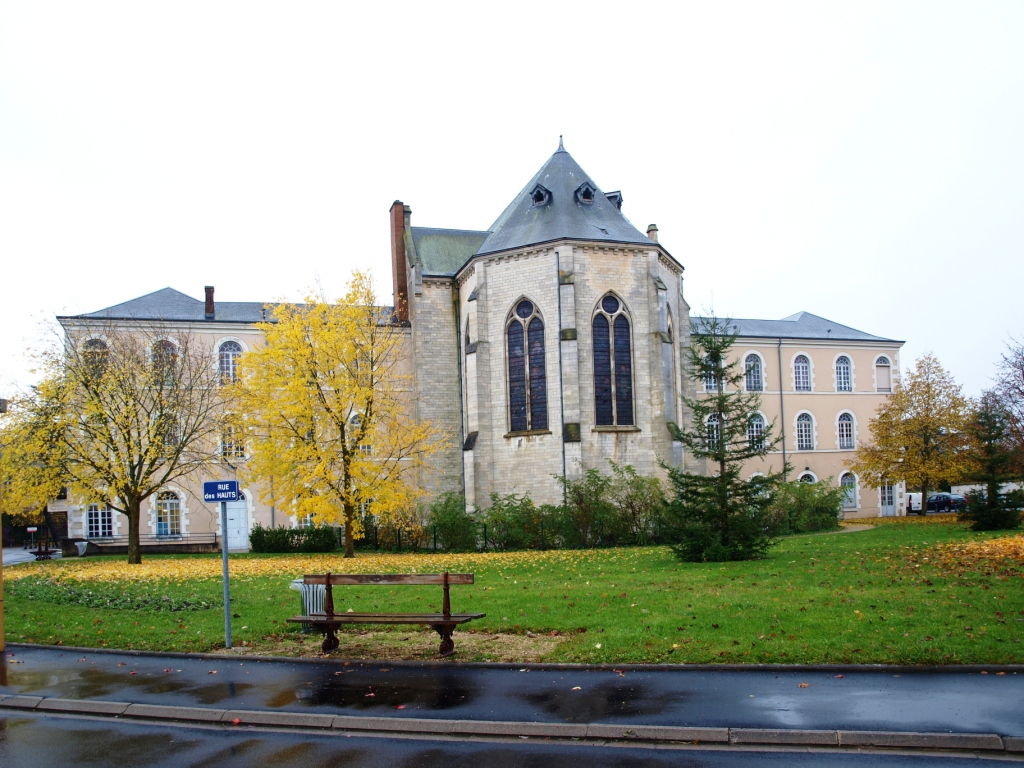
Vue nord du petit séminaire et de la chapelle
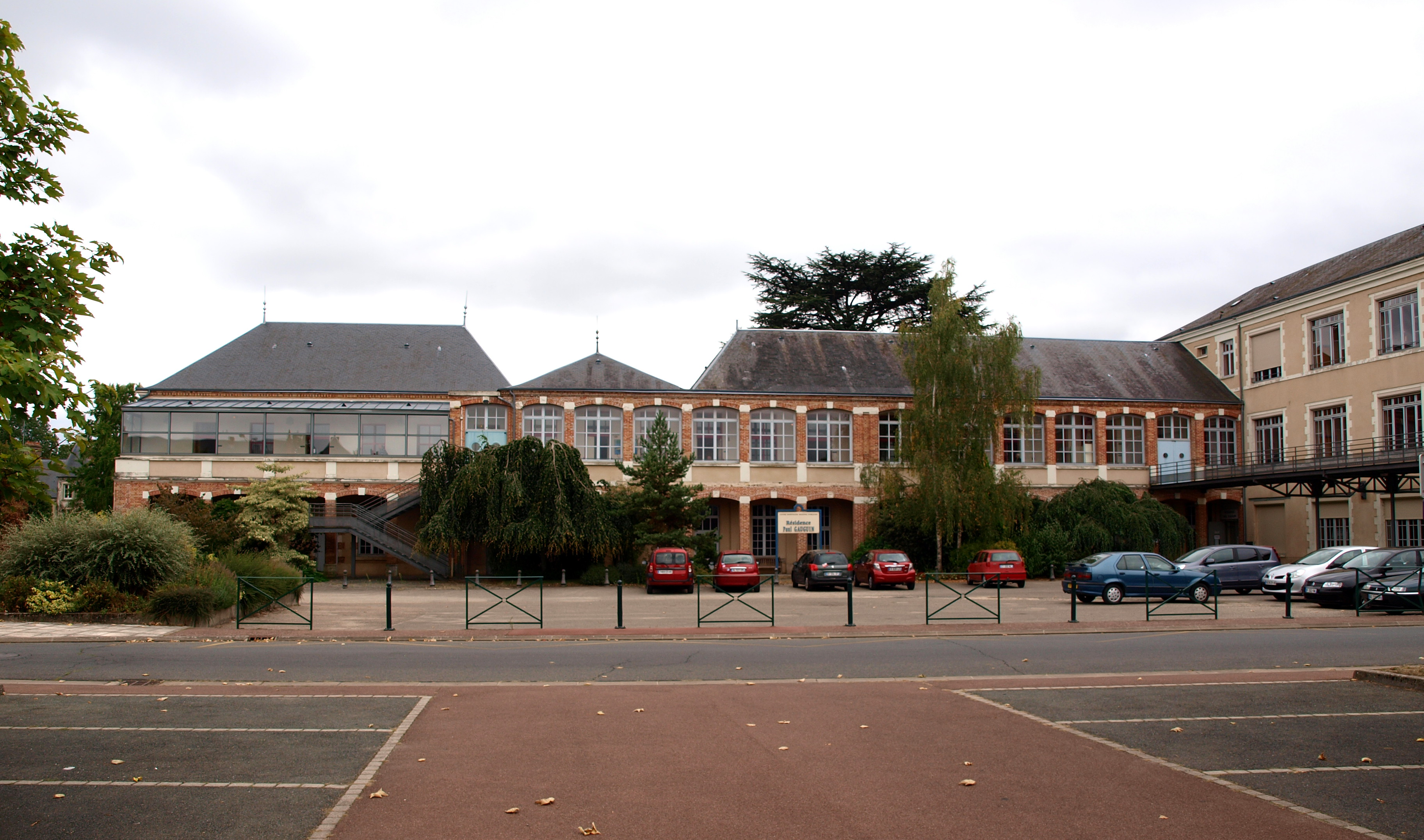
Ancienne cour du petit séminaire puis entrée de la résidence Paul-Gauguin
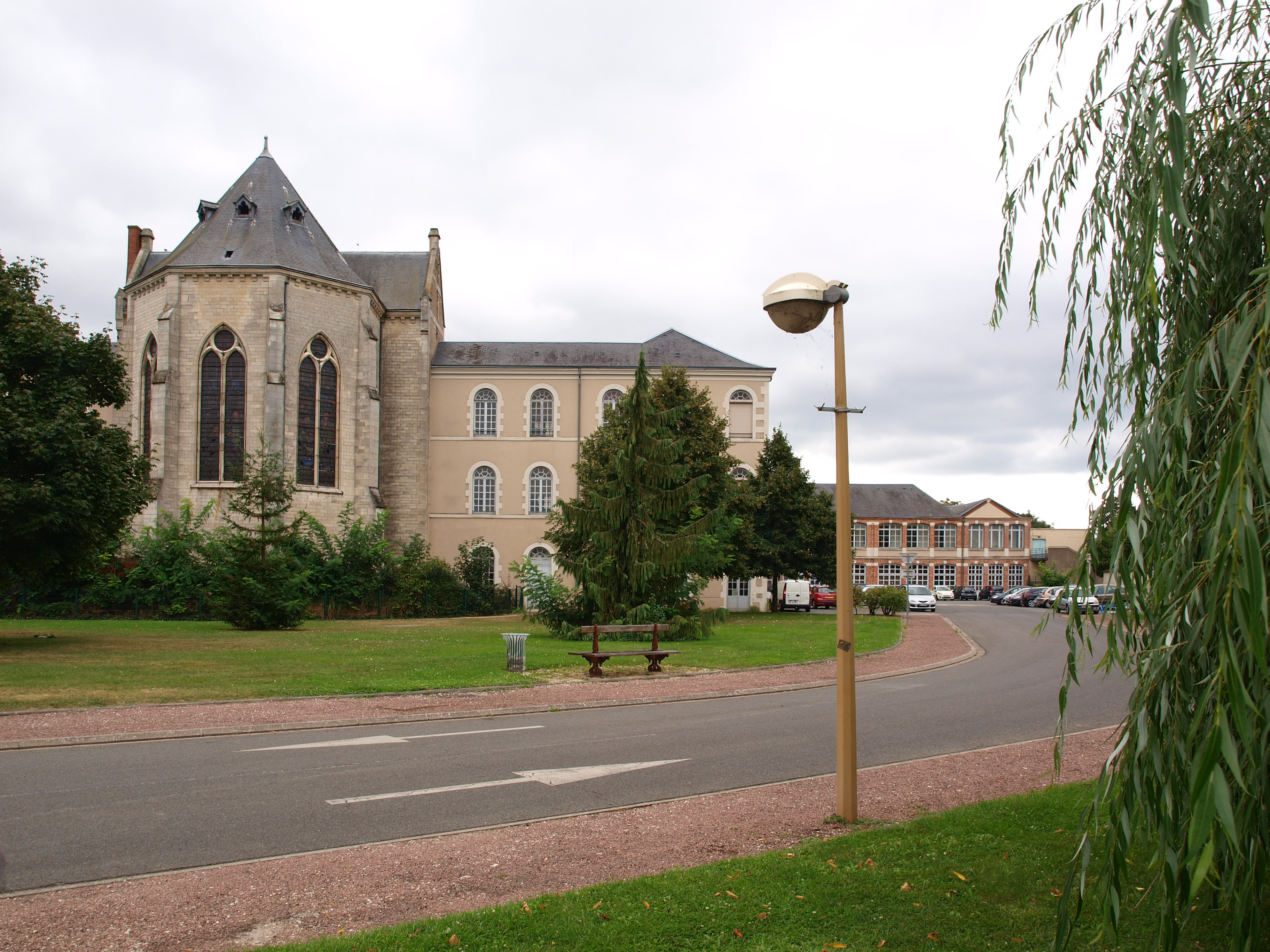
Chapelle et arrière de l'édifice
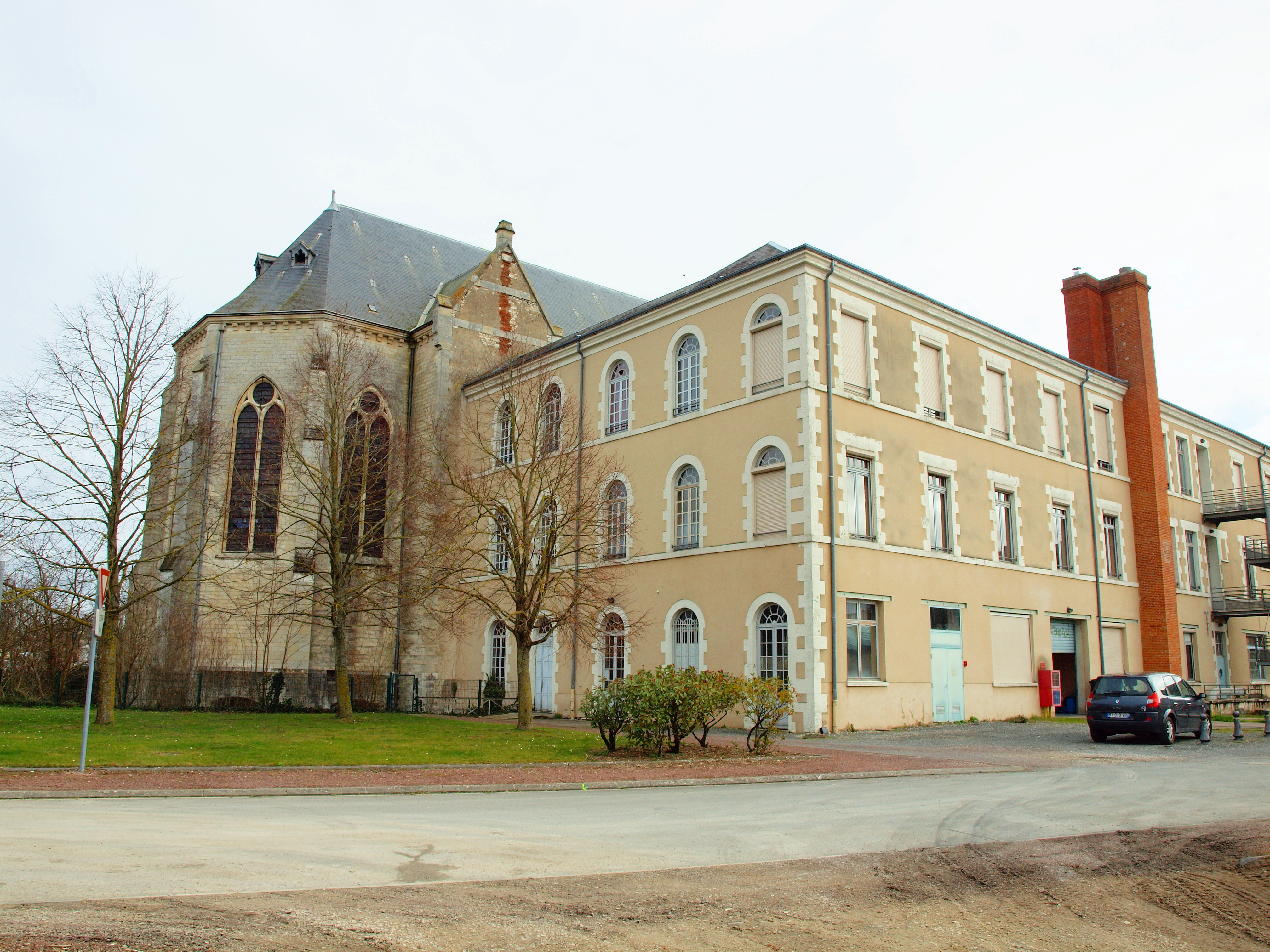
Petit séminaire côté ouest

Au XIXe siècle, le petit séminaire est constitué d'un grand bâtiment carré, avec cour intérieure (l'atrium), entourée de cloîtres. Il abrite les dortoirs, le réfectoire, les salles de cours, les cuisines mais également un gymnase. La chapelle de style roman se prolonge sur l'un des côtés, le côté opposé à l'entrée. A droite et à gauche, existent deux grandes ailes (ajoutées en 1850 par Mgr Dupanloup), terminées chacune par une chapelle. Les cours formées à chaque extrémité par le bâtiment et par ces deux ailes, sont munies chacune d'un hangar (ajoutés en 1853) pour abriter les élèves.
L'ensemble des bâtiments est entièrement protégé par un mur d'enceinte. Le Château des Hauts voisin faisait partie de la propriété.

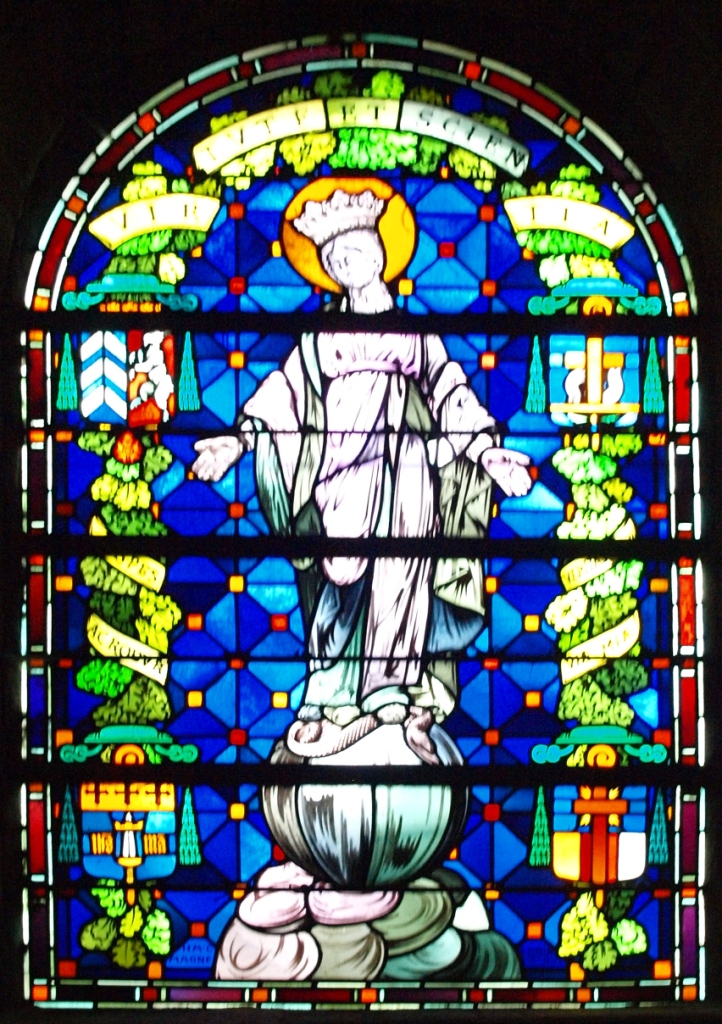
Vitrail à la Vierge d'argent

Le vitrail situé dans le bas-côté nord de l'Église Saint-Mesmin, représentant une Vierge d'Argent signé Henri-Marcel Magne et réalisé par Charles Lorin, est à l'origine offert par la famille Talleyrand à Mgr Félix Dupanloup qui la légua ensuite au petit séminaire de La Chapelle Saint-Mesmin. Les anciens du petit séminaire en firent don plus tard à l'église.
Compte-tenu de la taille de la chapelle construite en 1846, Henri Rapine, ancien élève du petit séminaire, architecte en chef des Monuments historiques et architecte diocésain, est chargé de la remplacer en 1899 par une nouvelle et imposante chapelle de style gothique au nord du bâtiment. Celle-ci mesure 35 mètres sur 12 mètres.
L'ancien petit séminaire est inscrit comme élément de paysage remarquable dans le plan local d'urbanisme, approuvé à l’unanimité par le conseil d'Orléans Métropole le 31 janvier 2019.

## Histoire

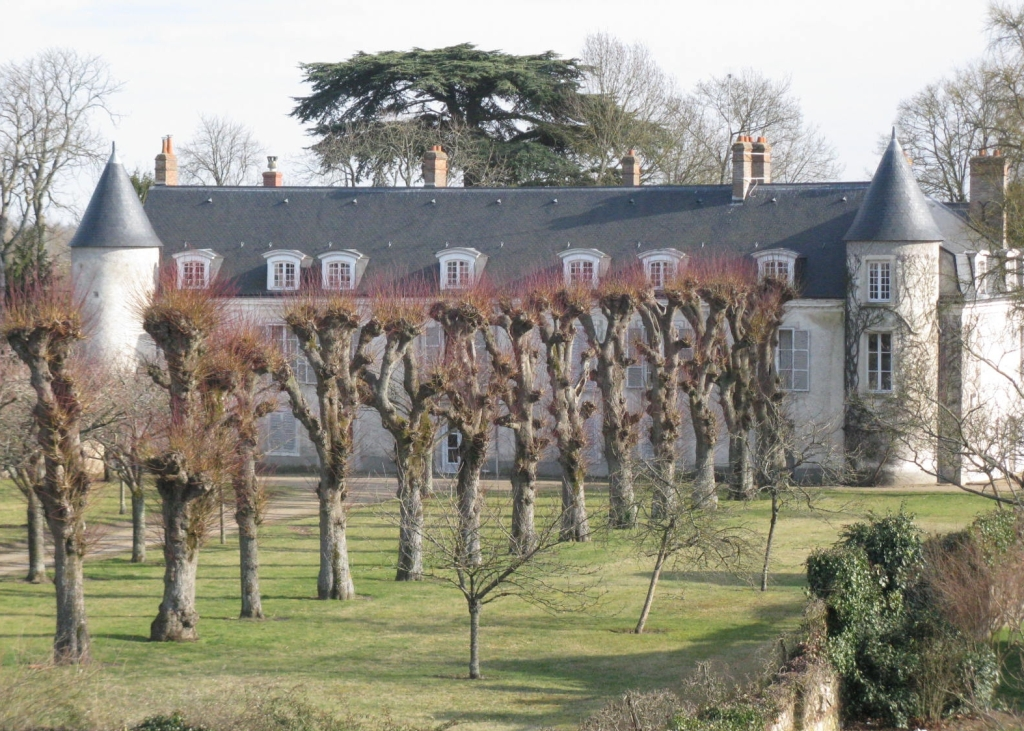
Le château des Hauts

### Les débuts du petit séminaire
Créé en 1844 par Mgr Jean-Jacques Fayet, évêque d'Orléans, pour remplacer le petit séminaire d'Orléans, le petit séminaire de La Chapelle-Saint-Mesmin est édifié dans le parc du Château des Hauts acquis quelques mois auparavant par l'évêque et qui constituait sa résidence. La première pierre est posée par Mgr Fayet le 24 juillet 1844.
L'architecte en chef est Monsieur Breton, de Paris. Après deux années de travaux, il ouvre en octobre 1846 et continue de se développer sous l'épiscopat de Mgr Félix Dupanloup. Toutefois, à l'époque de Mgr Dupanloup, dans l'ancien couvent des minimes, rue d'Illiers à Orléans, il existait une division du petit séminaire réservée aux plus jeunes enfants dont la santé exigeait la proximité des familles.

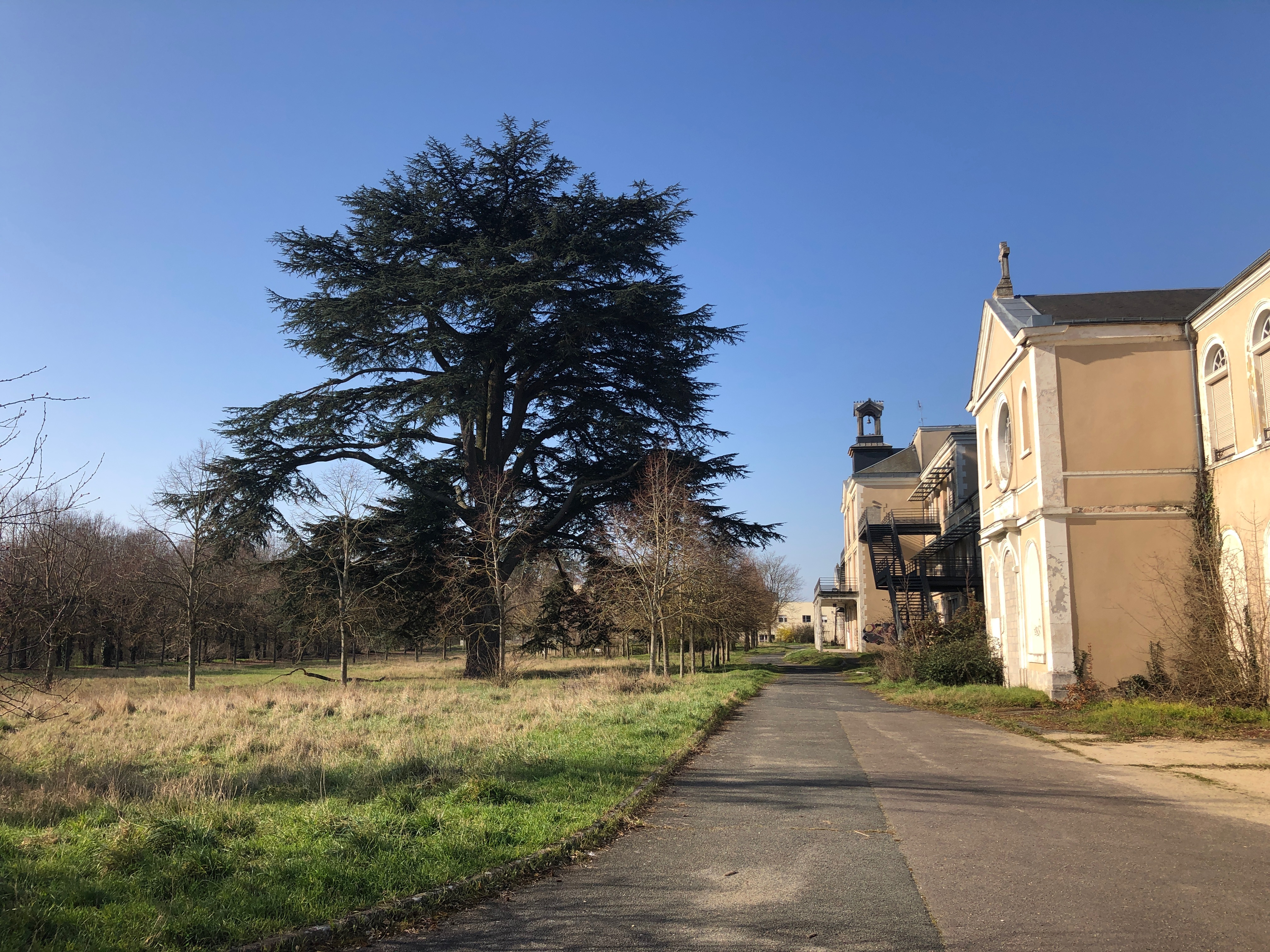
Parc du petit séminaire

Faisant suite au vote de la loi Falloux de 1850 favorable à l’enseignement confessionnel, le petit séminaire prend de l’ampleur en  se transformant en collège de plein exercice. Il forme dorénavant non seulement les futurs prêtres mais dispense également une éducation générale chrétienne aux enfants des familles catholiques. Il a compté jusqu'à 300 élèves. Toutefois environ un tiers des élèves seulement consacrent leur carrière à la prêtrise. Outre l'équipe d'enseignants composée essentiellement de prêtres, l'infirmerie du petit séminaire était dirigée par des bonnes sœurs. Les élèves devaient revêtir un uniforme.

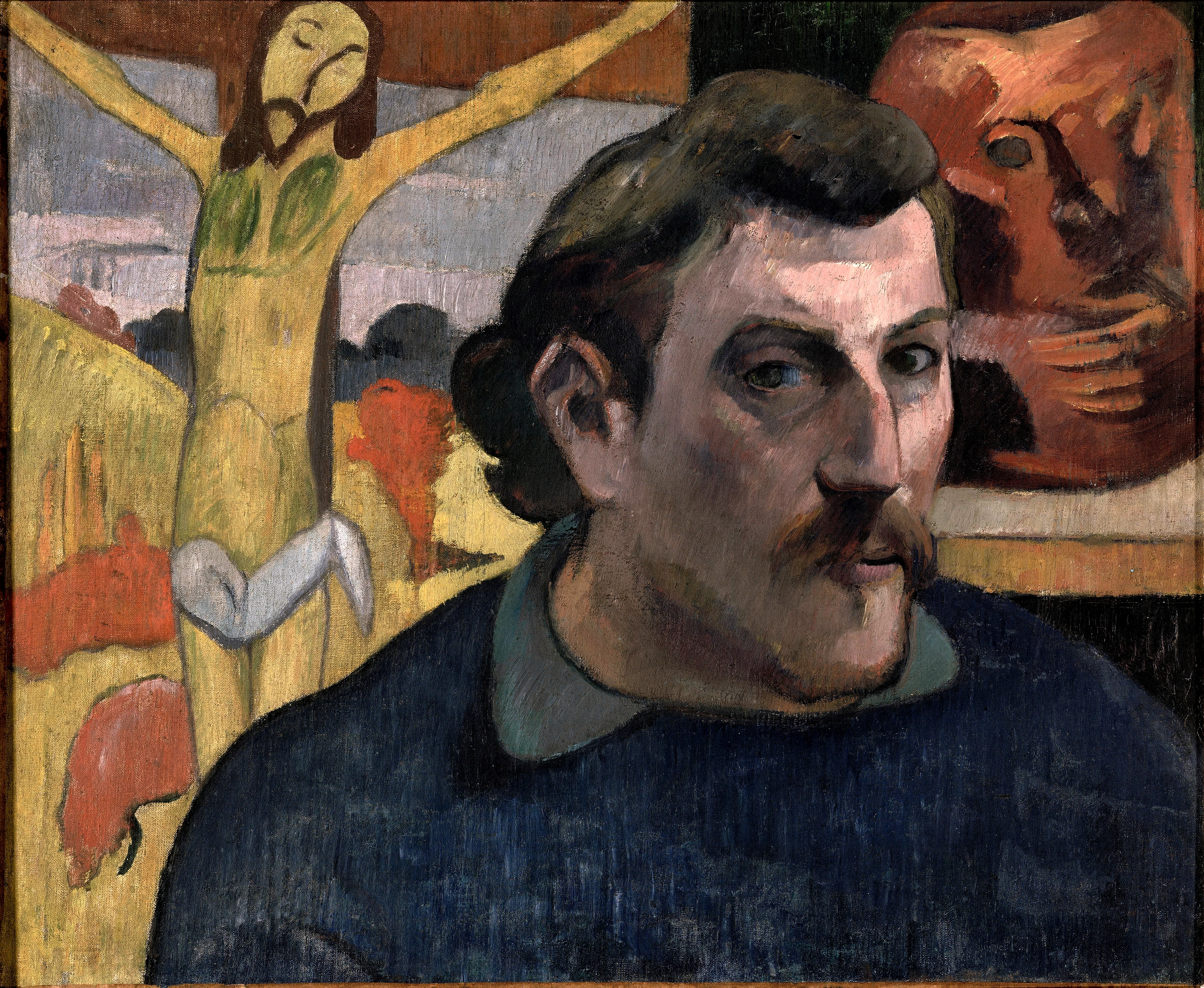
Paul Gauguin 1891, autoportrait au Christ jaune

Paul Gauguin, un de ses élèves les plus illustres y suit ses études de 1859 à 1862. Ces trois années de scolarité religieuse, comme il l'a plus tard lui-même reconnu, marqueront profondément son évolution artistique.
Considéré à l'époque comme un établissement d'un très haut niveau et jouissant d'une réputation internationale dans lequel de nombreux personnages célèbres ont suivi leurs études, il est surnommé par Alfred de Falloux le « Palais de l'Éducation ».

### Enseignements

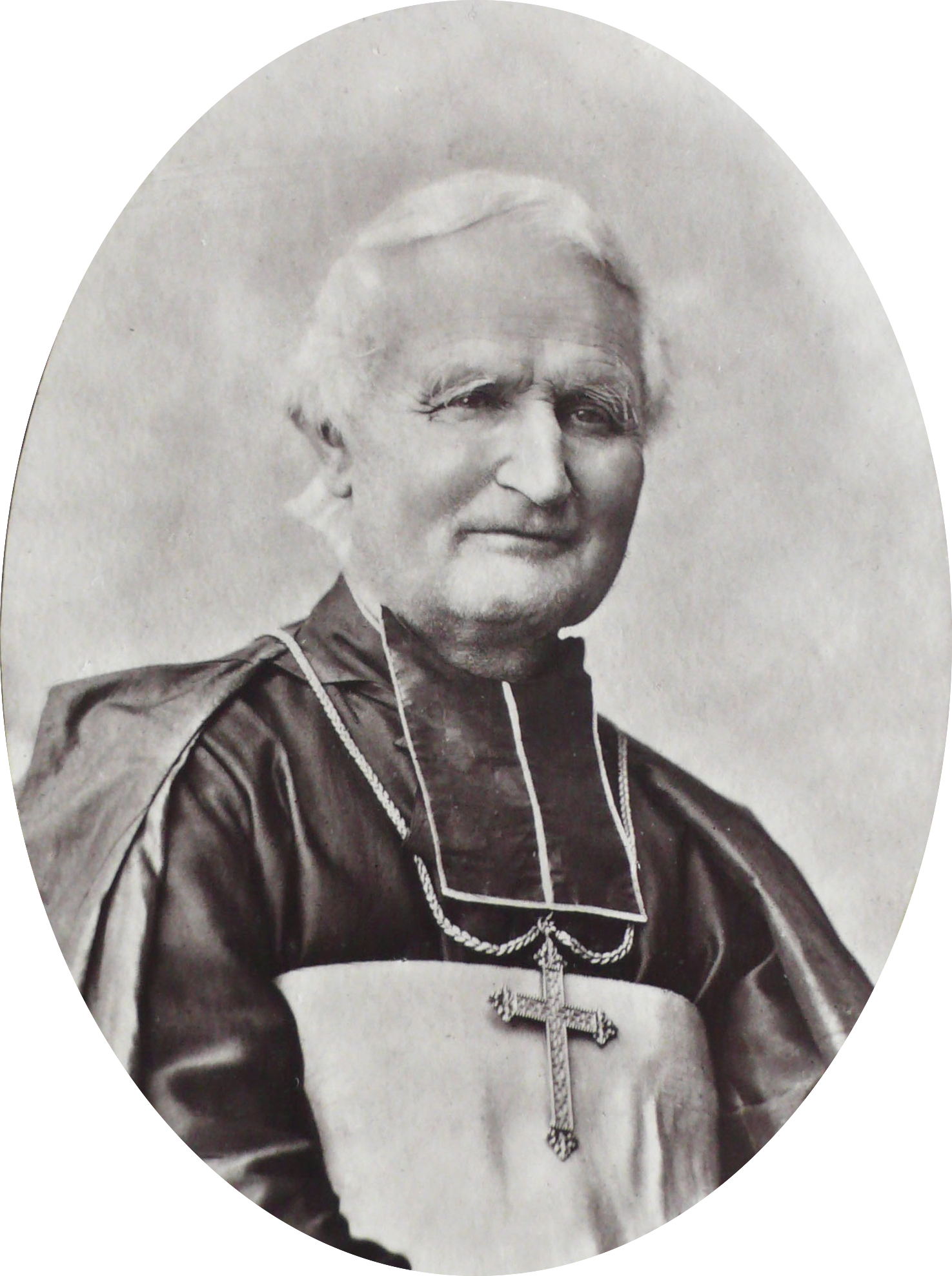
Félix Dupanloup

Outre les cours de théologie propres aux séminaires, les enseignements littéraire et scientifique qui y étaient dispensés étaient assez semblables à ceux des collèges laïcs. L'établissement abritait une bibliothèque de 15 000 volumes (dont 2 000 légués par Mgr Dupanloup), un herbier de 6 630 spécimens et une collection de géologie de 1 400 échantillons catalogués. Les élèves les plus jeunes, auxquels étaient confiés bêche, pioche et râteau, bénéficiaient également de cours d'horticulture et disposaient chacun, dans le parc, à partir du printemps, d'une petite plate-bande qu'ils devaient apprendre à cultiver en fleurs ou légumes.
En outre, un cours d'enseignement supérieur institué, était destiné à faire connaître plus parfaitement les œuvres classiques et les ouvrages des plus célèbres écrivains.

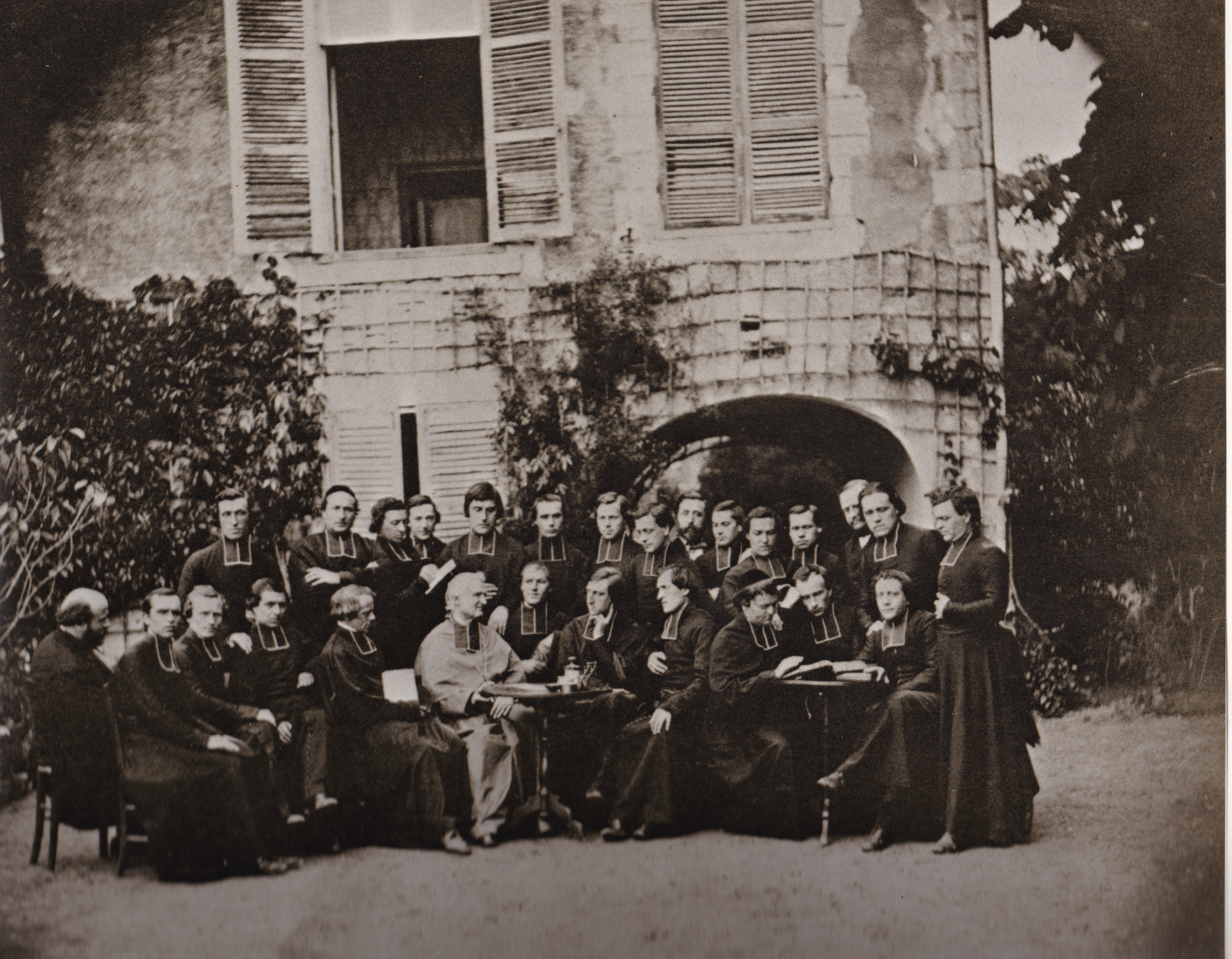
Félix Dupanloup entouré des professeurs du petit séminaire de La Chapelle Saint-Mesmin en 1861/1862 (Cliché d'Eugène Disdéri, lui-même visible à l'extrême gauche, pris devant la façade ouest du château des Hauts de La Chapelle-Saint-Mesmin)

On y traitait aussi des grandes questions d'histoire, de littérature, de morale et de philosophie. Dans cette perspective, chaque année, à partir de 1855, Félix Dupanloup fait réaliser en fin d'année scolaire, dans la langue d'origine, par les élèves du Petit Séminaire, plusieurs tragédies grecques:  de Sophocle: Philoctète (1855 à l’Évêché d'Orléans et 1877 à La Chapelle Saint-Mesmin), Œdipe à Colone (1857 à l’Évêché d'Orléans, 1873 et 1890 à La Chapelle Saint-Mesmin), Antigone (1869 et 1905 à La Chapelle Saint-Mesmin), Électre (1881 à La Chapelle Saint-Mesmin); et d'Eschyle: Les Perses (1862 et 1863 salle de l'Institut à Orléans) et Prométhée (1867 salle de l'Institut à Orléans). Toutes ces pièces étaient entrecoupées de chœurs tirés  d'Antigone et d'Œdipe à Colone de Felix Mendelssohn traduits pour l'occasion et chantés en grec ancien par les élèves,,.
Des opérettes sont également interprétées par les élèves du petit séminaire, pendant cette période, notamment Monsieur Deschalumeaux de Frédéric Barbier en 1861, Le Royal Dindon de Luigi Bordèse en 1867, A Clichy d'Adolphe Adam, Pattes blanches de Laurent de Rillé, Lischen et Fritzchen et Les Deux Aveugles de Jacques Offenbach et enfin A qui le Neveu de Théodore Botrel.
Des extraits de l'opéra Charles VI de Fromental Halévy sont donnés en 1880, 1887 et 1895 et des opéra-comiques tels que Lambert Simnel d'Hippolyte Monpou (1883 et 1897), Haydée et Fra Diavolo d'Esprit Auber (respectivement en 1885, 1901 et 1900), et enfin Le Chalet d'Adolphe Adam (1899).
En 1894, les élèves du petit séminaire donnent deux représentations du Mistère du siège d'Orléans d'un auteur anonyme, entrecoupées, notamment de chœurs extraits de Jeanne d'Arc de Charles Gounod. L'intégrale des quatre actes de ce dernier opéra avait été donnée précédemment par les élèves en 1888.
Le 5 mai 1898, La tragédie de Saint-Aignan de l'abbé Gustave Vié, accompagnée par des œuvres pour chœur et orchestre de Felix Mendelssohn, déjà donnée vingt ans plus tôt, le 28 juillet 1878, est présentée par les élèves en présence du cardinal Pierre-Hector Coullié.

### La fin du petit séminaire
À la suite du vote de la loi de séparation des Églises et de l'État en 1905, les derniers élèves quittent le petit séminaire vers la fin de l'année 1906 pour le collège de Pontlevoy lui-même dépendant de l'abbaye de Pontlevoy. Des scellés sont posés sur les portes de l'école début 1907. L'orgue de type romantique qui se trouvait à la tribune de la chapelle du petit séminaire et datant de 1860 avait auparavant appartenu au collège de Pontlevoy. Œuvre du facteur Charles Beaurain, il fut acquis en 1875 par le petit séminaire, puis acheté en 1910 par l'Abbé Thénot, démonté, transporté et remonté vers l'église Saint-Jean-Baptiste de Saint-Jean-de-la-Ruelle qui venait tout juste d'être édifiée.
En 1911, l’allée des Tilleuls, propriété de l’ancien petit séminaire, menant de la route d'Orléans vers le « château de l'évêque », est attribuée à la commune et fait l’objet d’un classement dans le domaine communal.
La même année, la salle des fêtes (ancienne lingerie du petit séminaire), les logements de l’asile Sainte Anne, le presbytère (revendu par la commune en 1928) et la chapelle Saint Anne (démolie en 1958 et dont il ne subsiste aujourd'hui que le mur pignon, remplacé par un bûcher puis par l'actuelle caserne des pompiers), propriétés depuis 1866 de l'ancien petit séminaire situé juste en face, sont attribués également à la commune. À l'origine, ces bâtiments étaient en partie utilisés comme logements pour les parents des élèves en visite au petit séminaire et gérés par les bonnes sœurs hospitalières. Puis, ils devinrent une annexe de la maison d'éducation réservée aux élèves les plus jeunes.

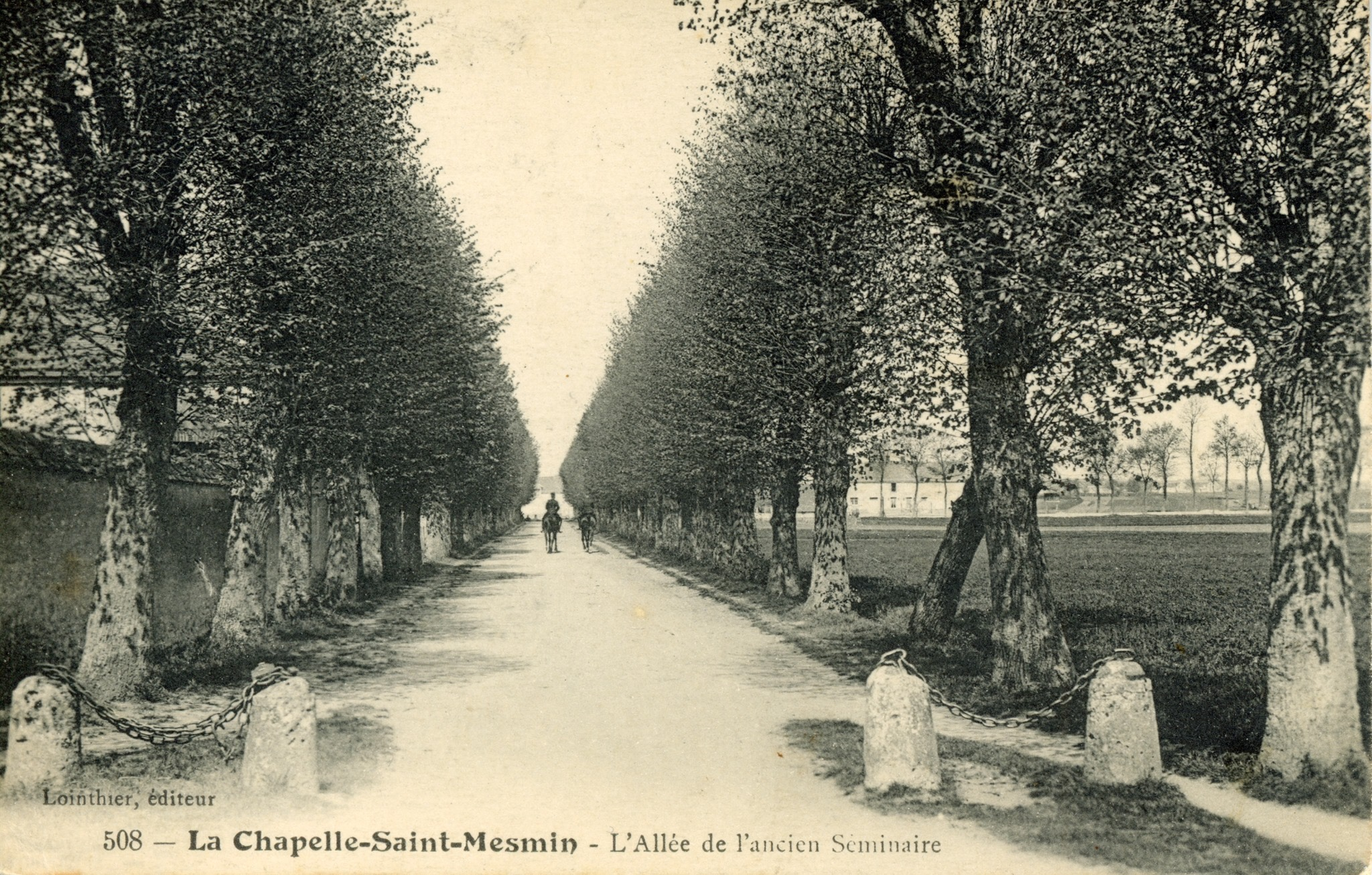
L'allée des tilleuls au début du XXe
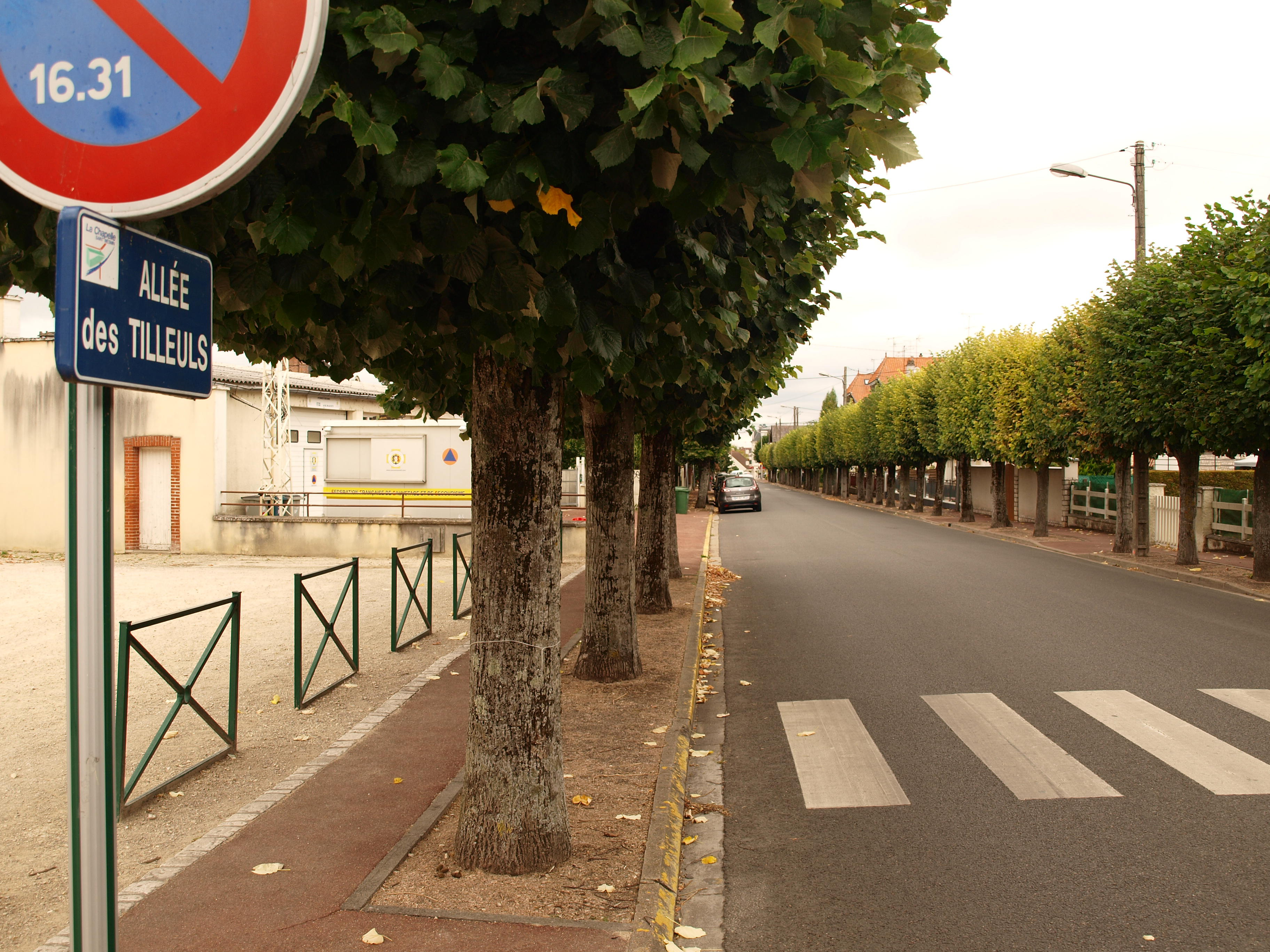
L’allée des tilleuls aujourd’hui
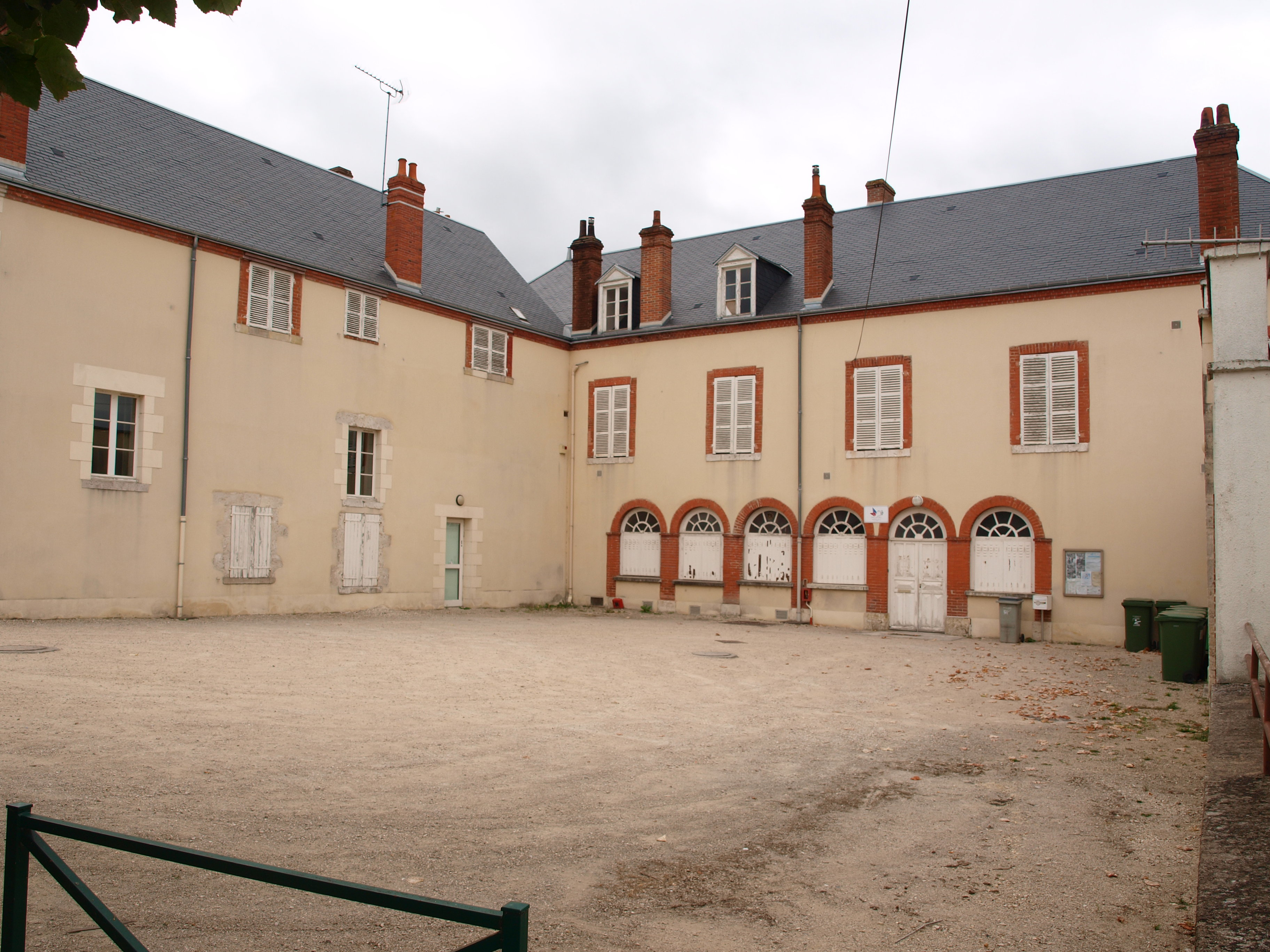
Anciens bâtiments de la salle des fêtes et de l'asile Ste-Anne

### La caserne et l'hôpital militaire

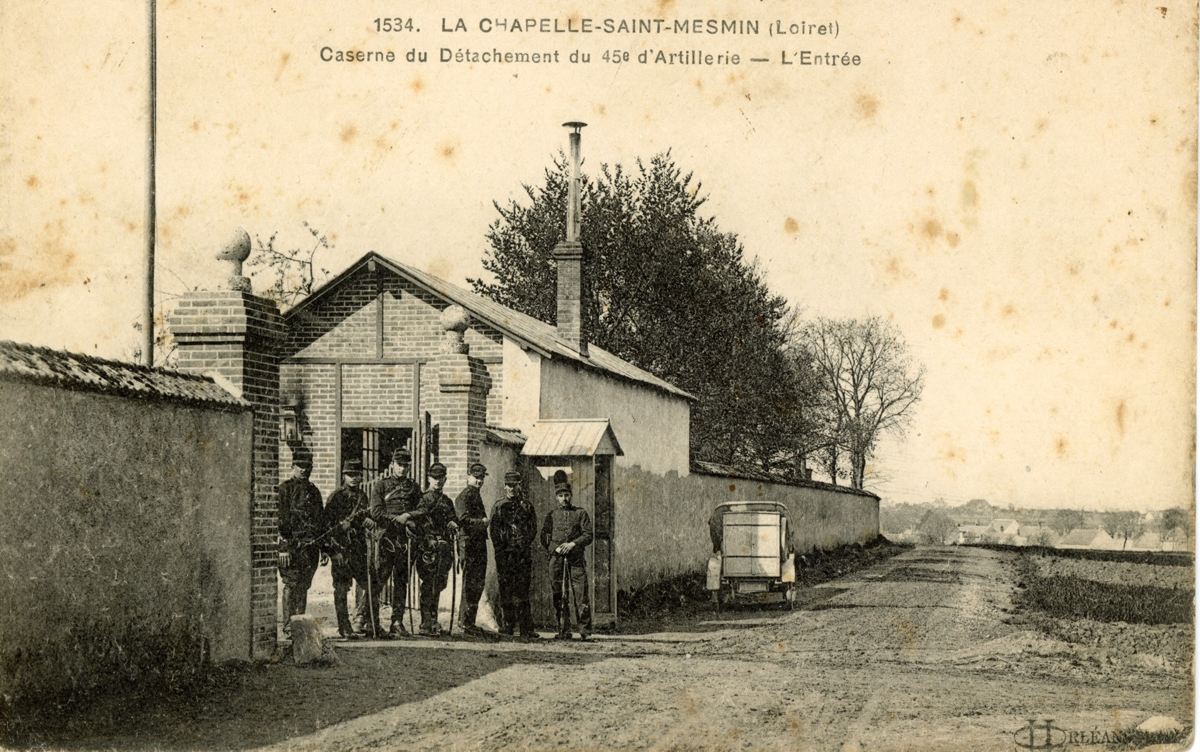
Entrée de la caserne du 45e d'artillerie (années 1910)

Le petit séminaire reste inoccupé jusqu'en octobre 1910, date à laquelle sa gestion est confiée au Ministère de la Guerre et s'y installe le 45 e régiment d’artillerie. Pendant la Première Guerre mondiale, il devient l'hôpital militaire 48,.

### Le sanatorium départemental
En mai 1921, le conseil général du Loiret propose de créer un sanatorium départemental d'une capacité de 200 lits. Cette décision est votée en septembre 1921 puis avril 1922. Par décret en date du 4 février 1922, le petit séminaire et ses dépendances sont attribués au conseil général du Loiret et l'architecte attaché au département, Constant Coursimault, est chargé de rédiger l'avant-projet. En 1923, le coût total d'aménagement du sanatorium est estimé à la somme de 3 500 000 francs financé à parité par l'Etat et le Département.
Le 15 janvier 1923, le ministre de l'hygiène, de l'assistance et de la prévoyance sociale Paul Strauss prend connaissance des plans du futur sanatorium, salle de l'Institut d'Orléans.
En septembre 1924, le coût du remaniement et d'agrandissement des locaux s'élève à la somme de 2 000 000 francs,.
La réception des travaux a lieu le 25 août 1926.
Celui-ci ouvre ses portes fin 1926 avec comme 1er directeur : le docteur Victor Le Page.

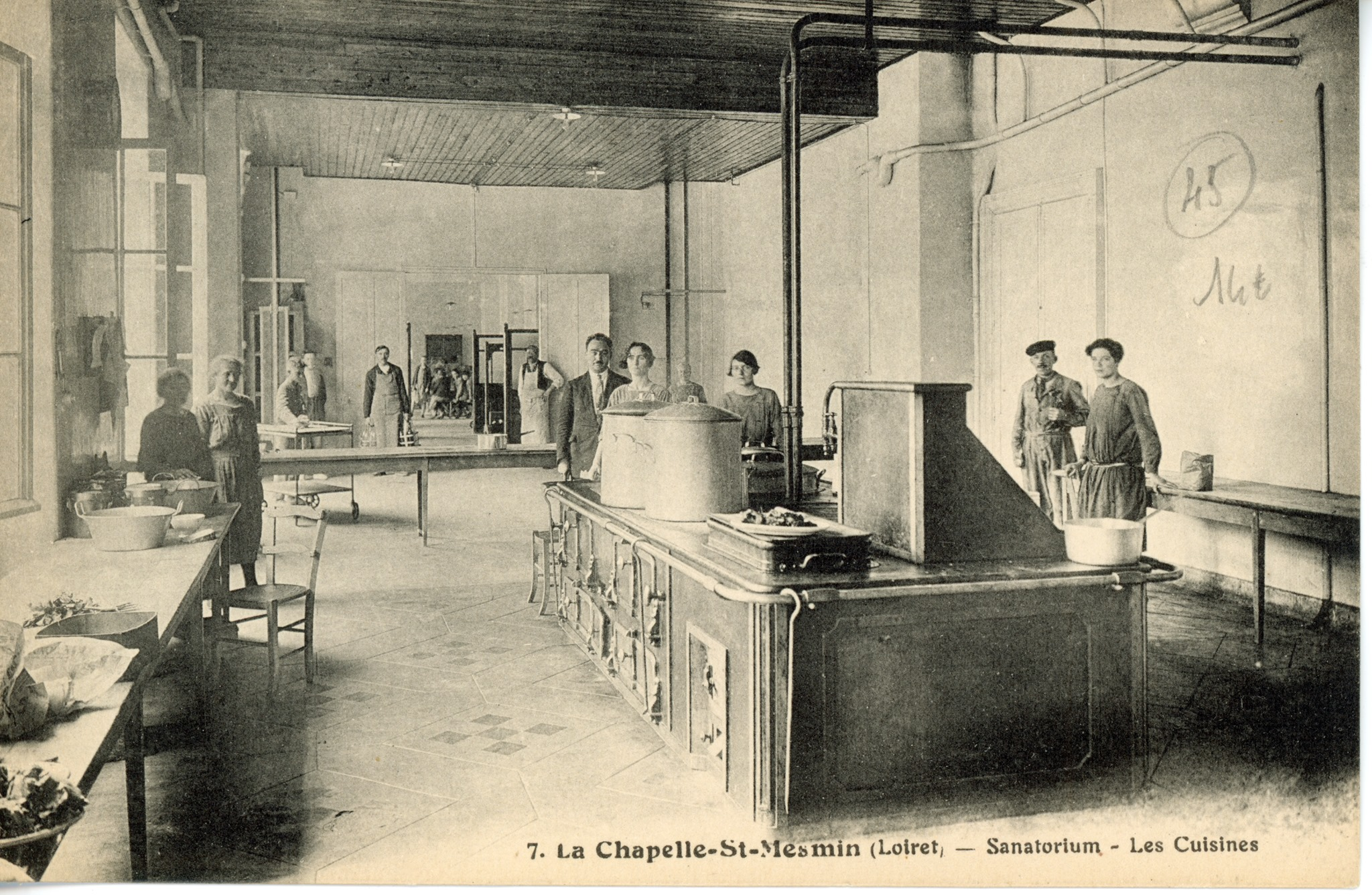
Les cuisines du sanatorium (château des hauts) dans les années 1920

En janvier 1927, le château des Hauts voisin devient un sanatorium pour femmes et enfants à la suite de travaux d'aménagement d'un coût s'élevant  à la somme de 871 000 francs.
En septembre 1927, le projet de budget 1928 du sanatorium s'élève à près de 1 400 000 francs (session du conseil général du Loiret du 27 septembre 1927).
Le 2 novembre 1928, le ministre du travail Louis Loucheur visite les locaux du sanatorium. En 1936, à l'occasion du recensement, l'établissement compte 62 employés, dont 44 femmes. Sur une capacité totale de 250 lits, 201 sont alors occupés.
Le 6 mai 1937, le sanatorium bénéficie d'une subvention de la part du ministère de la santé d'un montant de 
98 000 francs afin d'aménager les galeries de cure pour un montant total de 177 000 francs,. En 1938, 45 agents, dont une institutrice chargée d'école, composent le personnel de l'établissement. Le 1er septembre 1939, le sanatorium est réquisitionné par les autorités militaires et est classé comme hôpital auxiliaire. Une partie du personnel est mobilisée, l'autre est licenciée. Près de 200 malades doivent être évacués de l'établissement en l'espace de trois jours. Début 1940, le sanatorium est réservé aux soldats nord-africains atteints de tuberculose.
Pendant la Seconde Guerre mondiale, il redevient hôpital militaire successivement pour les Français puis les Allemands.

### L'hôpital américain

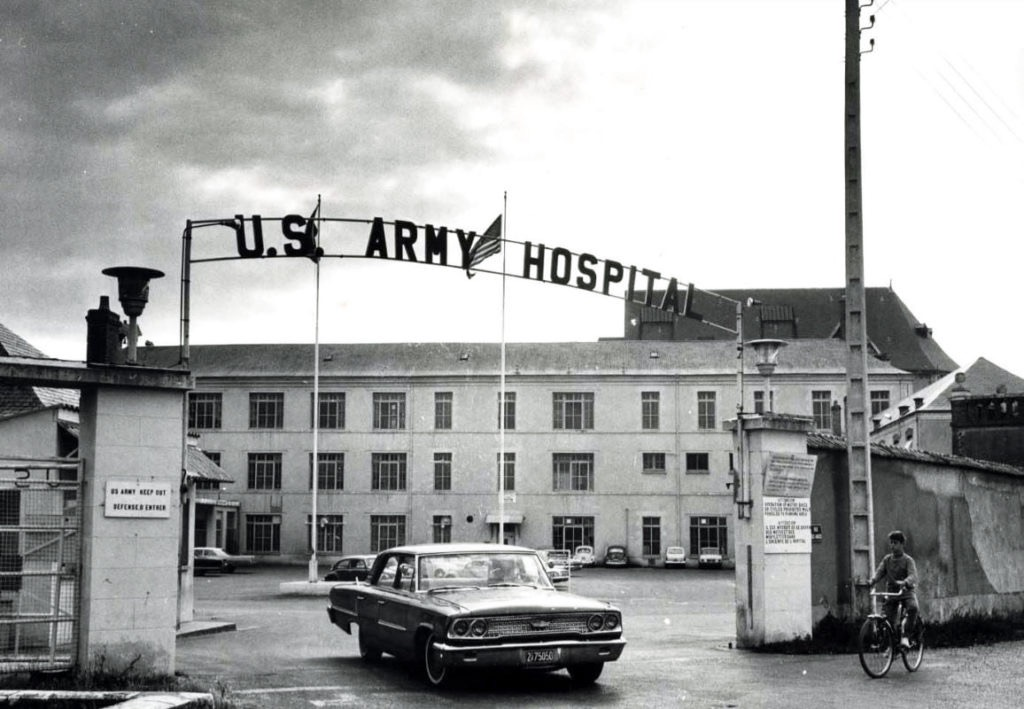
L'entrée du 34th general hospital (années 1960)

En 1951, Le conseil général du Loiret, toujours propriétaire du bâtiment, le loue à l'armée américaine dans le cadre de la mise en oeuvre du pacte de l'OTAN et du contexte de la guerre froide, qui prévoit l'implantation de bases militaires américaines en France. Le conseil général l'autorise à procéder au réaménagement des locaux pour en faire un hôpital militaire. Comme tous les autres hôpitaux américains installés en France, celui-ci était conçu à l’origine pour soigner les militaires blessés venus d’Allemagne dans l’hypothèse d’une attaque soviétique. D'abord dénommé 302nd Field Hospital (302e hôpital de campagne) à son ouverture en 1951, il est réhabilité pour la somme de 125 000 $. Il devient The 34th General Hospital en 1953. Cette année-là, le commandant du site est le colonel William A. D. Woolgar. La même année, l’hôpital parraine l’orphelinat Jeanne d’Arc d’Orléans en visitant les enfants. En 1955, le commandant est le colonel Hobart D. Belknap. Il emploie 21 médecins, 33 infirmières et peut accueillir 75 patients. Les Américains modernisent les installations pour un coût total de 3,01 millions $ 
portant la capacité d'accueil des malades jusqu'à 250 patients. En 1960, ils aménagent une maternité dans le bâtiment qu'on dénommera plus tard le pavillon les Tilleuls. Entre 1951 et 1967, 5 495 bébés (dont environ 5 000 citoyens américains) naissent dans l'hôpital militaire The 34th General Hospital. Il est le plus important hôpital militaire américain de France ; de nombreuses spécialités médicales y sont exercées : blocs opératoires, consultations ophtalmologiques, dermatologiques, dentaires et vétérinaires. Il y a aussi une pharmacie et des équipements radiologiques ultra-modernes. Jusqu'à 500 soldats U.S. y effectuaient régulièrement leur service militaire et environ 120 civils y ont été employés. Véritable centre de vie, l'hôpital abrite aussi le mess militaire (qui pouvait fournir 500 repas en un seul service), un snack-bar, un club de jazz, une salle de cinéma, une école, une bibliothèque, un petit libre-service (PX : Post Exchange), un bureau de poste, un kiosque à journaux, une boutique d’artisanat, un salon de coiffure-barbier, une chapelle, des terrains de sport, un court de tennis, un laboratoire de langue, un bureau de la Red Cross, mais aussi la cantine scolaire de la commune. Chaque année, comme toutes les autres structures militaires américaines situées en Europe, l’hôpital organise une journée portes ouvertes, généralement au mois de mai. Au cours des années 1960, l’école réservée aux jeunes enfants des militaires (American school) est aménagée dans des bâtiments en préfabriqué sur le site de la propriété des Mouettes, villa située en bord de Loire, non loin de là. Cette école fermera ses portes en juin 1966. Toutefois, au mois de septembre suivant, ses jeunes élèves rejoignent leurs ainés dans le groupe scolaire installé en forêt d’Orléans, dans la commune de Chanteau vers laquelle les fameux school bus font la navette chaque jour. En 1962, une section de Women's Army Corps  (WAC) est affectée au site. Le 16 décembre 1964, des médecins français sont invités à venir participer à un colloque médical franco-américain. En mars 1966, faisant suite à la décision de la France de cesser de participer aux commandements intégrés de l'OTAN, les bases et hôpitaux militaires américains sont démantelés. L'hôpital américain de La Chapelle-Saint-Mesmin, au terme du bail consenti par le conseil général du Loiret en 1951, ferme ses portes et est restitué le 31 août 1967.

### La maison de retraite
En 1969, le centre hospitalier régional d'Orléans (CHRO) loue le bâtiment pour en faire une résidence pour personnes âgées qui ouvre ses portes en octobre 1970. En 1980, le conseil général du Loiret cède l'ancien petit séminaire au CHRO. En 1982, un nouveau bâtiment d’une capacité de 80 lits est édifié. De 1990 à 1992, la maison de retraite, qui sera dénommée résidence Paul-Gauguin en 2000, fait l'objet d'une réhabilitation complète et est inaugurée en 1993. Afin d'ouvrir le bâtiment sur l'extérieur, le mur d'enceinte de la propriété que longe la rue des Hauts est entièrement démoli à cette période. Une partie de l'ancienne cour intérieure est alors classée dans le domaine public communal afin de pouvoir y aménager des places de parking. Le pavillon les Tilleuls ferme en 1999 et sera finalement démoli en 2012.
Le bâtiment ferme définitivement ses portes le 12 février 2018 et est mis en vente par le CHRO.
En 2020, un promoteur immobilier se positionne pour acquérir et faire procéder à la réhabilitation de l'ensemble des bâtiments en vue d'en faire une résidence services seniors.
Ce projet ne connaitra pas de suite car fin 2023, un nouveau promoteur se positionne à son tour pour acquérir les bâtiments en vue de les réhabiliter afin de les convertir également en une résidence services seniors de 173 logements, les travaux estimés à un montant total de 13 500 000 H.T. d'euros, devant durer deux ans pour une ouverture prévue à la fin de l'année 2027,.

## Personnalités liées au petit séminaire
Sous les épiscopats de Mgrs Fayet et Dupanloup, de nombreuses personnalités furent invitées au petit séminaire de La Chapelle :
- Jean-Auguste-Dominique Ingres, (1780-1867), peintre néo-classique français[19], a été plusieurs fois invité au Petit séminaire pour présider la distribution des prix aux élèves[80] ;
- Jean-Jacques Fayet (1786-1849), évêque d'Orléans de 1842 à 1849, acheta la propriété du château des Hauts en 1844, afin d'y faire bâtir le petit séminaire (actuellement maison de retraite Paul-Gauguin) ;
- Abel-François Villemain (1790-1870), politicien, écrivain et membre de l'Académie française ;
- Henri Patin (1793-1876) homme de lettres français et secrétaire perpétuel de l'Académie française ;
- Louis-Émile Vanderburch (1794-1862), célèbre écrivain, résident du Petit-Château voisin, en octobre 1846, vint commenter, à l'invitation de Mgr Fayet, l'éclipse de soleil à l'ensemble des élèves et professeurs du petit séminaire, sur la terrasse du château des Hauts[81];
- Saint-Marc Girardin (1801-1873), universitaire, critique littéraire, homme politique français et membre de l'Académie française[82] ;
- Félix Dupanloup (1802-1878), Évêque d'Orléans de 1849 à 1878, membre de l'Académie française de 1854 à sa mort, élu député du Loiret en 1871 et sénateur inamovible en 1875, fit du château des Hauts sa résidence d'été privilégiée et dirigea le petit séminaire ;
- Jean-Baptiste-Henri Lacordaire, en religion le père Henri-Dominique Lacordaire, (1802-1861), religieux, prédicateur, journaliste et homme politique français, membre de l'Académie française, considéré aujourd'hui comme l'un des précurseurs du catholicisme libéral, fit au moins un séjour au château des Hauts, à l'invitation de Mgr Fayet[83] ;
- Charles Lenormant (1802-1859), archéologue, égyptologue et numismate français[19] ;
- Le père Albert Hetsch[84] (1812 à Biberach an der Riß -1876 à Rome), protestant d'origine allemande, docteur en médecine, professeur de physiologie à l'Université de Tübingen, helléniste, qui s'était converti au catholicisme en 1847, ordonné prêtre en 1854, fut nommé supérieur (préfet de religion) du petit séminaire par Mgr Dupanloup[note 5] de 1854 à 1870. Il fut également nommé vicaire général d'Orléans en 1870 ;
- Émile Egger (1813-1885), helléniste français[19] ;
- Charles-Philippe Place (1814-1893), avocat de profession jusqu'en 1847, il connut une vocation tardive avant d'être évêque de Marseille, archevêque de Rennes et enfin créé cardinal par Léon XIII. Il fut supérieur du petit séminaire de La Chapelle-Saint-Mesmin de 1852 à 1856 ;
- Eugène Disdéri (1819-1889), photographe officiel de Napoléon III ;
- Frédéric Godefroy (1826-1897), philologue et lexicographe romaniste, journaliste et enseignant français, se rendait fréquemment au petit séminaire. Le 3 novembre 1874, il fut invité à faire une conférence intitulée La tristesse patriotique, le pèlerinage de Metz : discours prononcé au petit séminaire de La Chapelle Saint-Mesmin, le 3 novembre 1874[85] ;
- Charles-Émile Freppel (1827-1891), évêque d'Angers et député du Finistère[19] ;
- Paul Goethals (1832-1901), jésuite belge, missionnaire en Inde et vicaire apostolique et archevêque de Calcutta[19].

### Supérieurs
- Abbé Isidore Le Cointe : 1846-1849
- Révérend père Champeau : 1849-1852
- Abbé Charles-Philippe Place : 1852-1856 (voir plus haut)
- Abbé Albert Hetsch : 1856-1869 (voir plus haut)
- Abbé Victor Lebeurier : 1870-1876
- Abbé Henri Despierre : 1877-1882
- Abbé Théodore Cornet : 1883-1885
- Abbé Gustave Vié : 1886-1906 (voir plus bas)

### Anciens élèves
Parmi les plus illustres élèves ayant fréquenté le petit séminaire, figurent:
- Isidore Liseux (1835-1894), éditeur ;
- Armand Rousseau (1835 à Tréflez-1896 à Hanoï), polytechnicien, ingénieur puis homme politique (député, sénateur et ministre) qui termina sa carrière comme gouverneur d'Indochine[8] ;
- Antoine de Castellane (1844-1917), aristocrate français, député du Cantal et père du fameux élégant Boni de Castellane[8];
- Auguste-Léopold Laroche (1845-1895), évêque de Nantes ;
- Pierre Victor Galtier (1846-1908), vétérinaire français, inventeur du premier vaccin contre la rage sur des animaux de laboratoire, antérieurement aux travaux de Louis Pasteur ;
- Camillo Siciliano di Rende  (1847-1897), cardinal italien et archevêque de Bénévent, fit ses études au petit séminaire en 1865-1866 ;

Le Petit séminaire de La Chapelle Saint Mesmin d'Emile Huet

- Paul Gauguin (1848 à Paris — 1903, Îles Marquises), peintre, graveur, sculpteur, céramiste, illustrateur français, fut élève au petit séminaire de La Chapelle Saint-Mesmin entre 1859 et 1862 ;
- Albert Ier de Monaco (1848-1922), océanographe, paléontologue, géographe, surnommé le Prince Savant, fit ses études au petit séminaire en 1864/1865[8] ;
- Gustave Vié (1849-1918), il deviendra enseignant au petit séminaire puis supérieur. Il est nommé évêque de Monaco en 1916 ;
- Edmond Teisserenc de Bort (1850-1912), sénateur de la Haute-Vienne de 1895 à 1909[8] ;
- Auguste Debesse (1851-1928), prêtre français, jésuite, missionnaire en Chine et lexicographe ;
- Emile Huet (1851-1922), avocat, écrivain, a été élève en classe de rhétorique au petit séminaire en 1866-1867[note 6] ;
- Henri Rapine (1853-1928), architecte en chef des Monuments Historiques, est l'un des architectes diocésains auteur en 1895/1896 de l'agrandissement de la chapelle du même petit séminaire, inauguré le 25 mars 1899 à l'occasion du cinquantenaire de la fondation de l'établissement[83] ;
- Maurice Mac-Nab (1856-1889), poète et chansonnier français[86] ;
- Henri Lavedan (1859-1940), journaliste et auteur dramatique français fut admis au petit séminaire en 1867 et y fut élève durant deux années[86]. Il collabora notamment au Figaro, au Gil Blas, à L'Intransigeant ou à L'Écho de Paris et fut membre de l'Académie française ;
- Ferdinand d’Orléans (1859-1873), infant d'Espagne ;
- Charles Lorin (1866-1940), maitre-verrier, fils de Nicolas Lorin ;
- Amédée Guiard (1872-1915), poète, romancier, éducateur fut, avec son frère André, élève du petit séminaire à partir de 1883[87] ;
- Léon Delagrange, (1872 à Orléans - 1910 à La Croix d'Hins), sculpteur et pionnier français de l'aviation[88] ;
- Émile Pasty (1878-1944), infirmier et aumônier des armées pendant la Première Guerre mondiale et animateur d'un groupe de résistance dans le Sud Gâtinais pendant la Seconde Guerre mondiale.

### Galerie

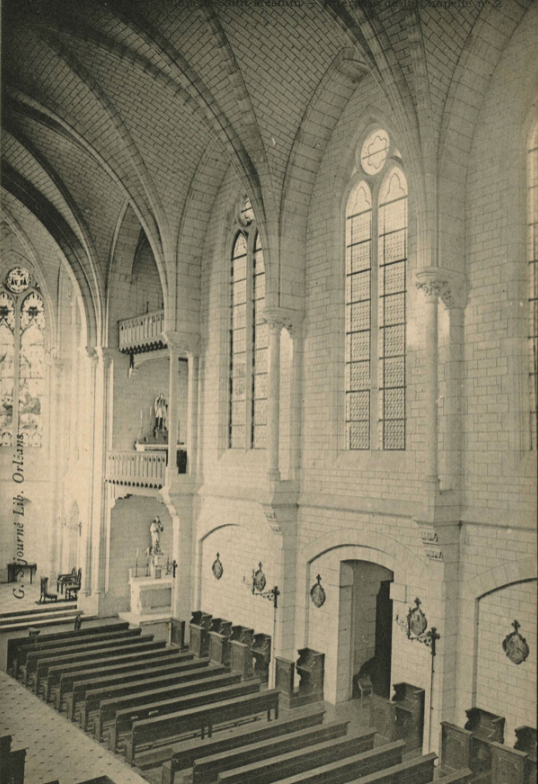
La chapelle (avant 1906)
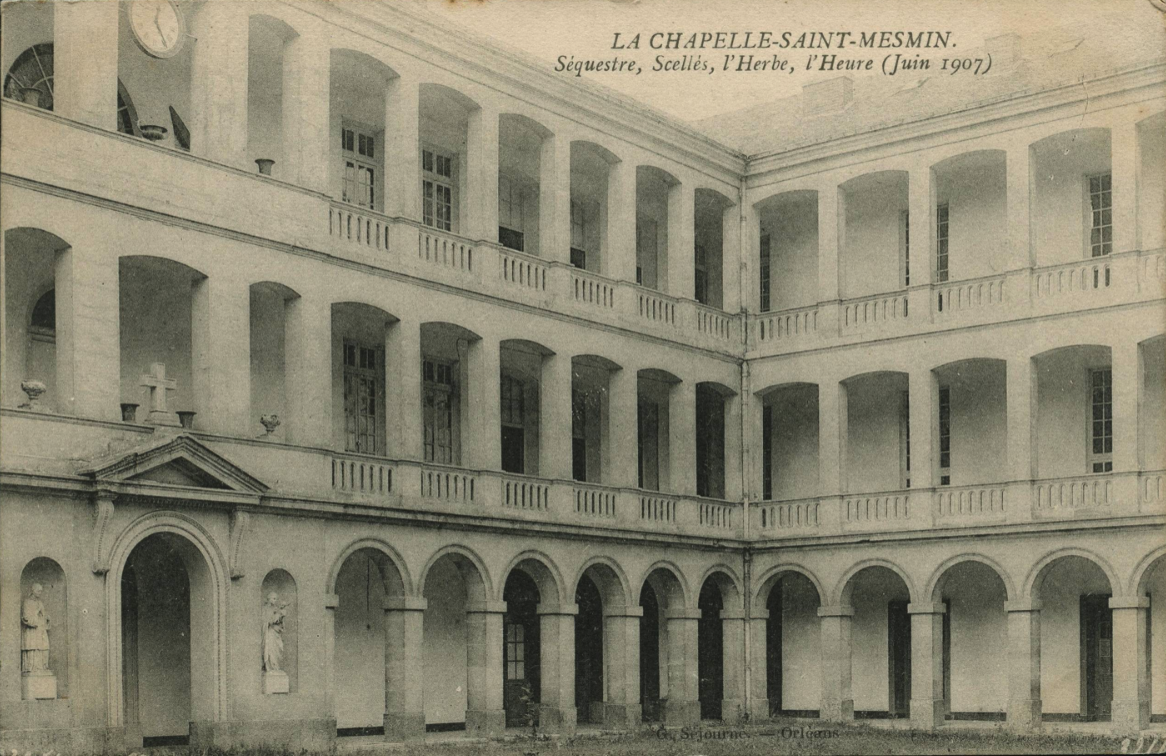
Atrium (1907)
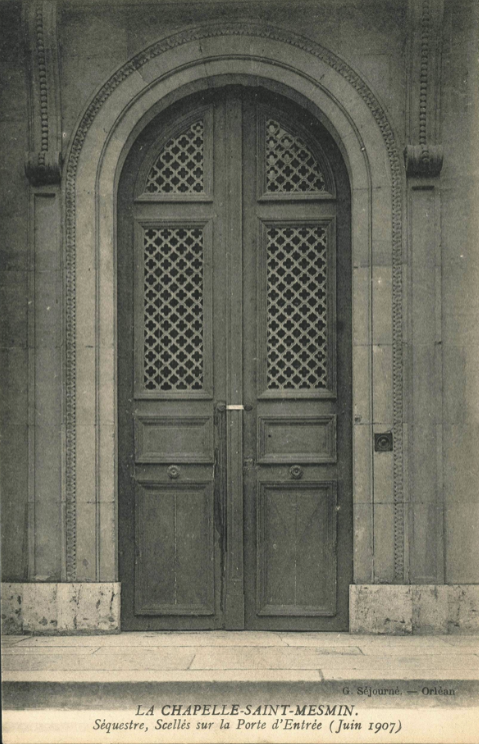
Scellés porte d'entrée (1907)
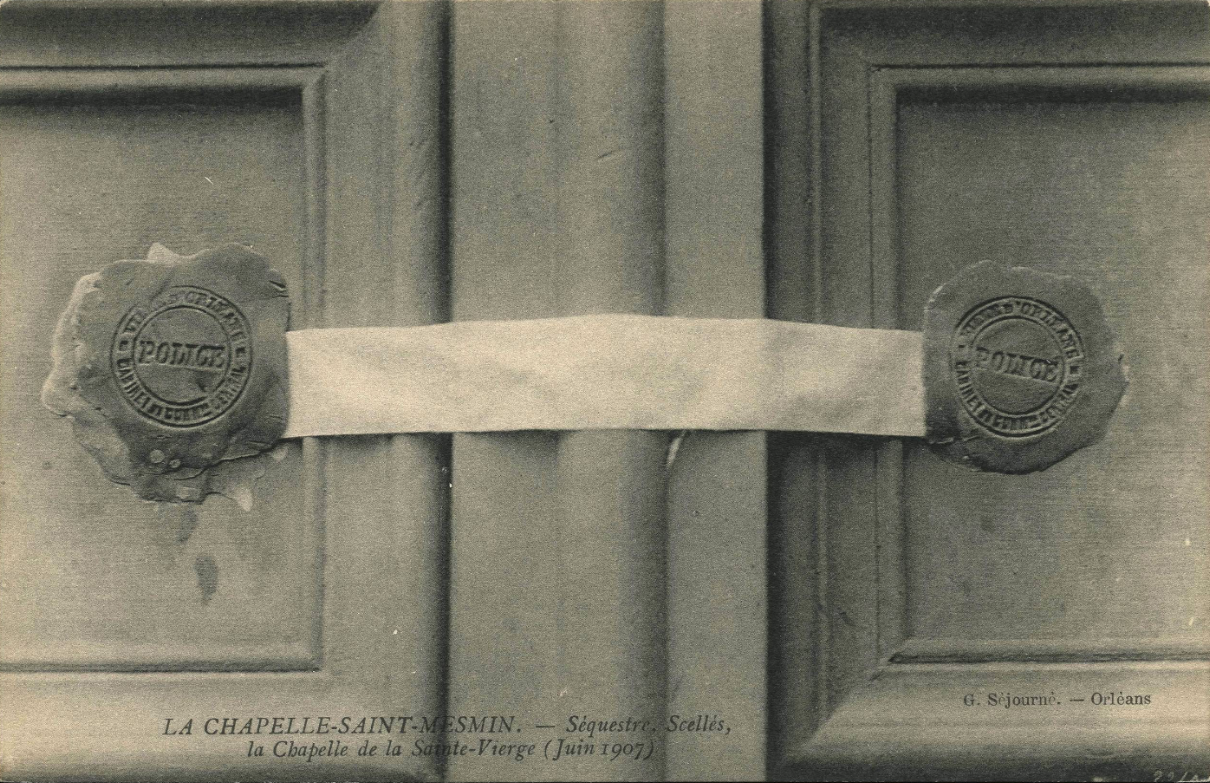
Détail scellés porte d'entrée (1907)
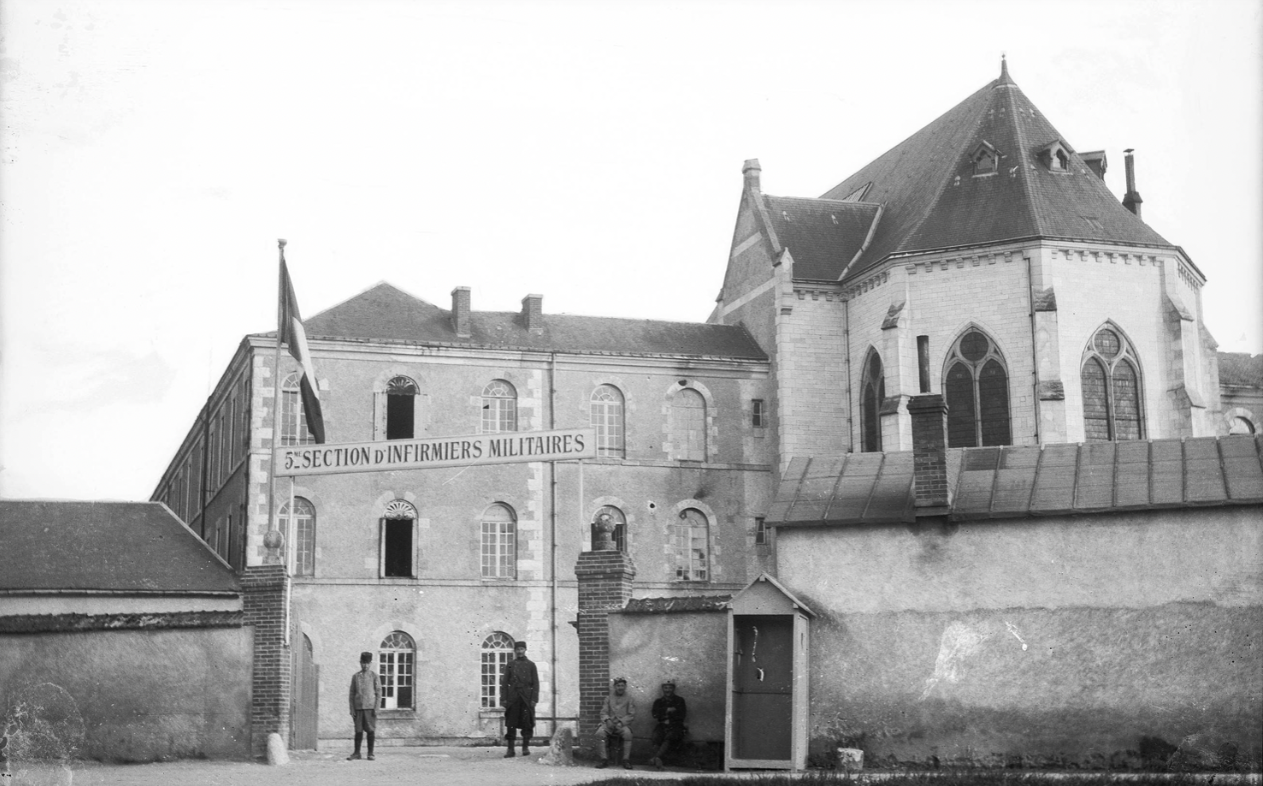
Guerre de 14-18